# Emma Mukandi
Emma Mukandi, nata Emma Mitchell (Kirkcaldy, 19 settembre 1992), è una calciatrice scozzese, difensore del London City Lionesses e della nazionale scozzese.

## Carriera

### Nazionale
Mitchell inizia ad essere convocata dalla federazione calcistica della Scozia (Scottish Football Association - SFA) per vestire la maglia della formazione Under-17 dal 2007, debuttando il 20 maggio di quell'anno nell'incontro vinto per 5-0 sulle pari età dell'Irlanda del Nord, rimanendo in rosa anche per le qualificazioni all'edizione 2008 del primo campionato europeo di categoria organizzato dalla UEFA. Gioca tutti i sei incontri delle due fasi di qualificazione, andando a rete per la prima volta il 20 ottobre 2007 aprendo le marcature nella vittoria per 6-0 con le avversarie dell'Irlanda del Nord e ripetendosi due giorni dopo siglando il gol del parziale 2-0 sulla Croazia, incontro poi terminato sul 4-0 per le scozzesi, tuttavia la sua nazionale non riesce a qualificarsi per la fase finale. Rimasta in rosa anche per le successive qualificazioni all'edizione 2009, Mitchell scende in campo il 23 ottobre 2008, nel terzo incontro del gruppo 8 della prima fase dove la Scozia perde per 2-0 nei confronti della Svizzera venendo eliminata. Quella è l'ultima partita dove indossa la maglia dell'Under-17.
L'anno successivo passa alla formazione Under-19 impegnata nelle qualificazioni all'Europeo di Bielorussia 2009, giocando tutte le tre partite della seconda fase senza che la sua nazionale riuscisse a qualificarsi, rimanendo in rosa anche per le successive qualificazioni all'Europeo di Macedonia 2010 ottenendo questa volta la terza qualificazione al torneo nella storia della U-19 scozzese. L'avventura all'Europeo non va comunque oltre alla fase a gironi, perdendo i primi due incontri e riuscendo a pareggiare solo con l'Italia, anch'essa eliminata dal torneo. Rimasta in rosa anche per le qualificazioni a Italia 2011 gioca i tre incontri della prima fase, qualificandosi per la seconda, poi nei tre del Torneo di La Manga, quindi in due della seconda fase che vede la Scozia non riuscire a qualificarsi per la fase finale. Complessivamente Mitchell colleziona 22 presenze siglando 3 reti, le ultime due il 5 aprile 2011, nell'ultimo incontro da lei disputato con la maglia dell'Under-19, dove negli ultimi minuti rimonta le due reti subite dalla Polonia.
Nello stesso anno fa il suo debutto con la maglia della nazionale maggiore, chiamata dal commissario tecnico Anna Signeul che la fa scendere in campo da titolare nell'amichevole del 18 maggio pareggiata 1-1 con la Francia. Signeul le rinnova la fiducia inserendola in rosa per le qualificazioni all'Europeo di Svezia 2013 fallendo l'accesso alla fase finale solo agli spareggi superata dalla Spagna nel doppio incontro del 20 e 24 ottobre 2012. In quest'ultimo Mitchell apre le marcature al 62' la ma Scozia si fa recuperare da Adriana Martín costringendo le due formazioni ai tempi supplementari che vedono prevalere alla fine le spagnole con il risultato di 3-2. Negli anni successivi Signeul la convoca più volte alla Cyprus Cup e alle qualificazioni per il Mondiale di Canada 2015, quindi alle qualificazioni all'Europeo dei Paesi Bassi 2017 dove però viene impiegata in due soli incontri. Ottenuta la prima storica qualificazione a un Europeo per la Scozia, Signeul la esclude tuttavia dalla rosa definitiva annunciata il 27 giugno 2017.. La subentrata Shelley Kerr, tecnico della formazione scozzese dall'estate 2017, convoca Mitchell in più occasioni nel corso delle qualificazioni al Mondiale di Francia 2019.

## Palmarès

### Club
- Campionato inglese: 1

Arsenal: 2018-2019
- Campionato scozzese: 5

Glasgow City: 2008–2009, 2009, 2010, 2011, 2012
- Scottish Women's Cup: 3

Glasgow City: 2009, 2011, 2012
- Scottish Women's League Cup: 3

Glasgow City: 2008, 2009, 2012
- Campionato inglese di seconda divisione: 1

London City Lionesses: 2024-2025

### Nazionale
- Pinatar Cup: 1

2020